# Дивизия кораблей

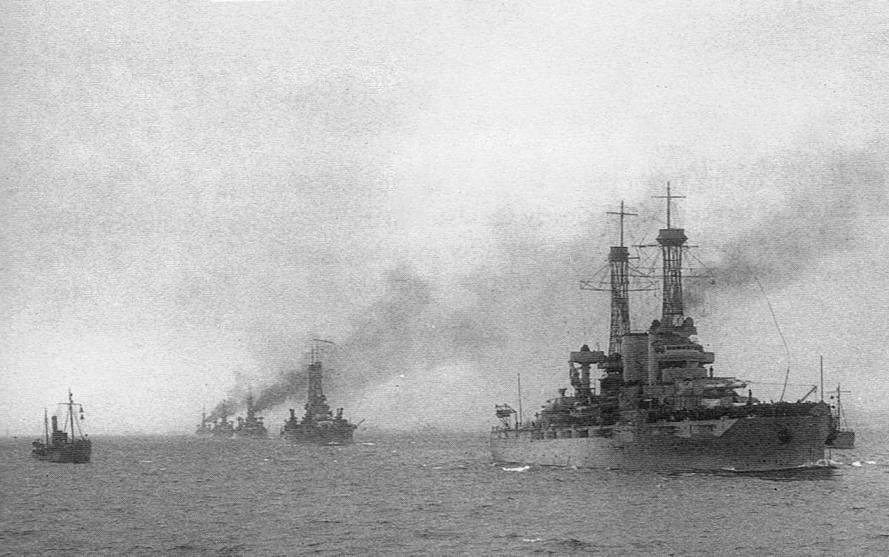
Американская 9-я дивизия линкоров.

Дивизия, Дивизия кораблей, Дивизия морская (от лат. divisio — разделение) — основное тактическое формирование (соединение, дивизия) флота вооружённых сил (ВС) государств мира.

## История
В эпоху парусных кораблей главным формированием флота была эскадра. Эскадра состояла из трёх дивизий: 1-я дивизия — кордебаталия — находилась в центре боевого порядка и возглавлялась адмиралом (он же командовал всей эскадрой); 2-я — авангард — располагалась в голове боевого порядка, возглавлялась вице-адмиралом; 3-я — арьергард — завершала боевой порядок, возглавлялась контр-адмиралом.
В современных флотах ВС в состав эскадр могут входить несколько дивизий или бригад, отдельные дивизионы минно-тральных, противолодочных и малых ракетных кораблей, подводных лодок различных классов, а также вспомогательные суда.
В Русском Императорском флоте дивизии существовали с начала XIX века и до его ликвидации после Октябрьской революции. Деление Русского флота на дивизии было введено Высочайше утвержденным 4 февраля 1891 года «Положением об управлении морскими командами на берегу». Флотские экипажи Балтийского флота Морских сил России были разделены на две постоянные дивизии, командование над которыми было вверено старшим флагманам (вице-адмирал). Черноморские экипажи составляли одну черноморскую дивизию, начальствование над которой было вверено старшему флагману. Для дивизий были установлены Андреевские знамённые флаги по цвету: для первой — синие, для второй — белые и для третьей — красные, подобно кормовым.
В 1927—1929 годах в РККФ в составе Морских силах Балтийского флота находилась дивизия линейных кораблей, позже расформированная. С 1951 года шло масштабное формирование дивизий в составе Военно-Морского Флота СССР.
В составе ВМС США последняя дивизия была расформирована в 1974 году. В составе современных флотов мира, за исключением ВМФ России, дивизий не имеется, а роль соединений кораблей выполняют эскадры.

## Типы дивизий

### Морские силы Российской империи
Дивизия в Морских силах Российской империи была подразделение флота, состоящее из нескольких экипажей под общим начальством, то есть соединение нескольких судов одного типа. Корабли и суда действующего флота Морских сил Российской империи были объединены в эскадры и отряды. Эскадра иногда состояла из дивизии линейных кораблей (8 кораблей), дивизии крейсеров (8 крейсеров) или бригады крейсеров (4 крейсера), дивизии эскадренных миноносцев (36 миноносцев и один крейсер) и/или бригады эскадренных миноносцев и вспомогательных судов. Дивизии линкоров и крейсеров делились на бригады по 4 корабля. Дивизия эсминцев — на две бригады по два дивизиона в бригаде, по 9 кораблей в дивизионе.

### ВМФ Союза ССР
Корабли и суда ВМФ ВС Союза ССР сводились в следующие типы формирований:
- дивизия надводных кораблей (дНК);
- дивизия противолодочных кораблей (дПК);
- дивизия ракетных кораблей (дРК);
- дивизия крейсеров;
- дивизия подводных лодок (ДиПЛ);
- дивизия эскадренных миноносцев;
- дивизия охраны водного района;
- дивизия торпедных катеров;
- дивизия морских десантных сил;
- дивизия строящихся и ремонтируемых кораблей.